# Малышев, Николай Михайлович
Николай Михайлович Малышев — советский военный, государственный и политический деятель, генерал-майор.

## Биография
Родился в 1901 году. Член ВКП(б).
С 1922 года — на военной службе, общественной и политической работе. В 1922—1956 гг. — на партийной работе в РККА, начальник Пограничных войск Азербайджанского военного округа, участник депортации чеченцев и ингушей, начальник Пограничных войск Приморского военного округа, начальник Пограничных войск Министерства государственной безопасности Белорусского военного округа.
Избирался депутатом Верховного Совета СССР 2-го созыва.
Умер в 1977 году.